# Hyesan
Hyesan är huvudstaden i provinsen Ryanggang, Nordkorea. Befolkningen ligger på nästan 200 000 invånare inom stadsgränsen. Staden är belägen vid Paektusanbergen i den norra delen av landet och på andra sidan av Yalufloden är den kinesiska staden Changbai belägen. Staden ligger i Koreas kallaste område; den lägsta temperaturen som uppmätts i staden är -42°C, som uppmättes år 1915.
I Hyesan finns timmer-, pappers- och textilindustri, men fabriker har stängts efter den nordkoreanska ekonomiska krisen på 1990-talet. Stadens koppargruva står för en stor del av landets kopparutvinning, men gruvan har haft svårigheter med översvämningar och brist på elektricitet.